# Südlicher Fleckenmusang
Der Südliche Fleckenmusang (Paradoxurus musangus) ist eine im festländischen Südostasien und auf den Inseln Sumatra, Java, Nias, Flores und Roti verbreitete Schleichkatzenart aus der Gattung der Musangs. 

## Beschreibung
Paradoxurus musangus ähnelt stark dem Fleckenmusang (Paradoxurus hermaphroditus), der von Indien bis ins festländische Südostasien verbreitet ist. Das Rückenfell ist variabel, meist mit Längsstreifen oder Reihen von Punkten, die entweder deutlich oder nur schwach ausgeprägt sind, aber auch gänzlich fehlen können. Auf der Stirn findet sich ein großer weißlicher Fleck, weitere weiße Flecken befinden sich an den Seiten des Nasenspiegels. Außerdem kann Paradoxurus musangus anhand der Zahnmorphologie von andern Musangarten unterschieden werden. Der vierte Prämolar (P4) ist bei Paradoxurus musangus dreieckig und hat ein gut entwickeltes zungenseitig, posteriores und reduziertes anteriores Cingulum (ein Wulst an der Zahnbasis). Außerdem hat Paradoxurus musangus einen reduzierten zweiten Backenzahn (M2).
Der Südliche Fleckenmusang wird in zwei Unterarten unterteilt, Paradoxurus musangus musangus auf dem festländischen Südostasien (Myanmar bis Vietnam, Malaiische Halbinsel) und auf den Inseln Singapur, Sumatra, Nias und Bangka und Paradoxurus musangus javanicus (Horsfield, 1824) von Java, Bali, Flores und Roti. Auf den letzten beiden Inseln kommt die Schleichkatze wahrscheinlich aber nicht ursprünglich vor, sondern wurde von Java aus vom Menschen eingeführt. Die javanischen Musangs besitzen besonders große Backenzähne, einen großen, dreieckigen vierten Prämolar mit einem posterioren Cingulum. Das festländische Südostasien wird von zwei Musangarten bewohnt, neben Paradoxurus musangus kommt noch der Fleckenmusang vor. In Gebieten, wo beide Arten vorkommen, lebt der Fleckenmusang wahrscheinlich in höheren Regionen als Paradoxurus musangus.

## Systematik
Der Südliche Fleckenmusang wird als eigenständige Art innerhalb der Gattung der Musangs (Paradoxurus) eingeordnet. Die wissenschaftliche Erstbeschreibung stammt von Thomas Stamford Raffles, aus dem Jahr 1821, allerdings wurde er lange Zeit als Paradoxurus hermaphroditus musanga als Unterart des Fleckenmusang (Paradoxurus hermaphroditus ) betrachtet.

## Kopi Luwak
In Südostasien wird mit Hilfe des Südlichen Fleckenmusangs die berühmte Kaffeesorte Kopi Luwak erzeugt. Der Name stammt vom indonesischen Wort „Kopi“ für Kaffee, „Luwak“ ist der einheimische Name dieses Tieres. Fleckenmusangs fressen die Kaffeekirschen und scheiden sie fast ohne Begleitprodukte wieder aus. Im Verdauungstrakt dieses Tieres sind die Kaffeebohnen einer Fermentation durch Enzyme ausgesetzt, welche die Geschmackseigenschaften ändert: angeblich entsteht ein dunkles und volles, aber auch etwas muffiges Aroma.

## Belege
1. 1 2 3  Géraldine Veron, Marie-Lilith Patou, Mária Tóth, Manori Goonatilake and Andrew P. Jennings. 2014. How Many Species of Paradoxurus Civets are there? New Insights from India and Sri Lanka. Journal of Zoological Systematics and Evolutionary Research. 1-14. doi: 10.1111/jzs.12085
2. ↑  Paradoxurus hermaphroditus musanga. In: Don E. Wilson, DeeAnn M. Reeder (Hrsg.): Mammal Species of the World. A taxonomic and geographic Reference. 2 Bände. 3. Auflage. Johns Hopkins University Press, Baltimore MD 2005, ISBN 0-8018-8221-4.